# Prettau
Prettau ([prɛˈtaʊ̯]; italienisch: Predoi) ist eine italienische Gemeinde mit 514 Einwohnern (Stand 31. Dezember 2024) und ein Dorf im Ahrntal in Südtirol. Sie liegt im hintersten Abschnitt des Ahrntales und bildet die nördlichste Gemeinde Italiens an der Grenze zu den österreichischen Bundesländern Tirol und Salzburg. 70 % des Gemeindegebietes befinden sich im Naturpark Rieserferner-Ahrn. Die Gemeinde besteht aus dem Hauptdorf Prettau und dem Weiler Kasern.

## Name
Der Name des Dorfes Prettau leitet sich nach Egon Kühebacher von „breiter Au“ ab; die ältesten urkundlichen Nennungen sind Braittenowe (im Jahr 1250), Pratau (1278) und Praitawe (1338).
Kasern ist gemäß Kühebacher auf das althochdeutsche Wort kasari (< lat. casarium) mit der Bedeutung „Alm-“ bzw. „Sennhütte“ zurückzuführen – bezogen auf das dort befindliche Rasthaus Kasern, heute Berghotel Kasern; es ist bezeugt als ze Chesern (1315/25) und Käsrer (1577).
Weiters gehören zu Prettau noch der Ortsteil Weiher (auf der Wyer, 1534), sowie die Almsiedlungen Prastmann (mit der Wallfahrtskirche Hl. Geist) und Trinkstein.
Das Demonym für Prettaus Einwohner lautet Prettnauer (nicht Prettauer).

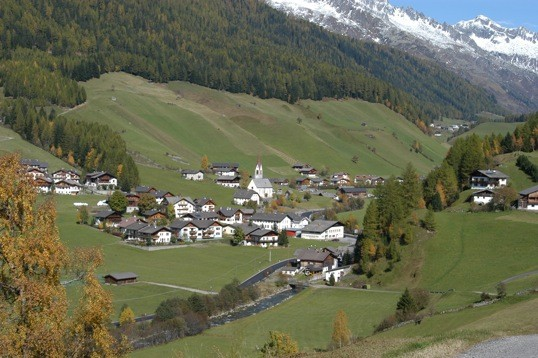
Prettau

## Geschichte
Flurnamen und archäologische Funde deuten darauf hin, dass das Gemeindegebiet erst durch die Bajuwaren im Frühmittelalter dauerbesiedelt und urbar gemacht wurde. Auf den Berghängen finden sich saisonale Rastplätze von prähistorischen Jägern und Sammlern.
Das Gebiet war historisch gesehen ein wichtiges Bergbaugebiet. Erste Berichte über Kupfererzabbau am Ignazstollen gibt es aus dem 15. Jahrhundert, obwohl er wohl deutlich früher begann. 1893 schloss das Bergwerk, ehe es Mitte des 20. Jahrhunderts noch einmal probeweise in Betrieb genommen wurde.
Prettau gehörte bis zum Ende des Ersten Weltkriegs zur Grafschaft Tirol und damit zu Österreich-Ungarn. Mit dem Vertrag von Saint-Germain kam das Dorf 1919/20 zusammen mit dem Großteil Tirols südlich des Alpenhauptkamms zu Italien. 1926 wurde Prettau mit weiteren Dörfern des Tals von der faschistischen Administration zur Gemeinde Ahrntal zusammengeschlossen. 1958 wurde Prettau als eigenständige Gemeinde wiedererrichtet.

## Geographie
Prettau, die nördlichste Gemeinde Italiens, liegt im äußersten Nordosten Südtirols im hintersten Abschnitt des Ahrntals. Dieser ist durch eine Klamm(e) genannte Engstelle vom übrigen Ahrntal abgetrennt und wird deshalb gelegentlich als eigenständige Talung aufgefasst. Auch die administrative Grenze zur Gemeinde Ahrntal verläuft dort. Im Norden, Osten und Südosten ist Prettau von der italienisch-österreichischen Staatsgrenze, hinter der sich Nordtirol, Salzburg und Osttirol befinden, eingerahmt. Von diesen Gebieten getrennt ist das Gemeindegebiet allerdings durch hohe Gebirgskämme der Zillertaler Alpen und der Venedigergruppe. Für den Straßenverkehr erschlossen ist die Gemeinde lediglich durch die SS 621, die im Pustertal im Raum Bruneck ihren Anfang nimmt und Prettau von Südwesten her erreicht.
Die Siedlungsflächen des 86,49 km² großen Gemeindegebiets konzentrieren sich im Talboden, insbesondere im Hauptort Prettau (1450–1490 m s.l.m.) sowie im Weiler Kasern (1570–1610 m) im Talschluss, nahe den Quellen der Ahr.
Die Nordgrenze Prettaus bildet der von Westen herüberstreichende, zum Alpenhauptkamm zählende Zillertaler Hauptkamm bis zur Birnlücke (2665 m), dem Übergang zur Venedigergruppe. Bedeutende Gipfel im Prettauer Anteil des Zillertaler Hauptkamms sind etwa der Rauhkofel (3251 m) und der Dreiecker (2829 m). Östlich der Krimmler Tauern (2634 m) buchtet der Kammverlauf etwas nach Norden aus: Hier befinden sich mit dem Klockerkarkopf (2911 m), dem Westlichen (2835 m) und dem Östlichen Zwillingsköpfl (2841 m) die nördlichsten Punkte Italiens.
Im Osten und Süden ist Prettau von Bergen der Venedigergruppe eingerahmt, die zum Tauernhauptkamm, Rosshufkamm, Umbalkamm, Prettaukamm und zur Durreckgruppe gerechnet werden. Die Ostgrenze wird von einer Linie gebildet, die von der Dreiherrnspitze (3499 m) über den Hohen Rosshuf (3199 m) und den Ahrner Kopf (3051 m) zur Rötspitze (3496 m) reicht; Dreiherrnspitze und Rötspitze sind die höchsten Gipfel auf Gemeindegebiet. Im Süden bildet die Ochsenlenke (2614 m) einen Übergang ins Reintal (Gemeinde Sand in Taufers).
Etwa 70 % des Gemeindegebietes sind im Naturpark Rieserferner-Ahrn unter Schutz gestellt.

## Politik
Bürgermeister seit 1958:
- Josef Zitturi: 1958–1967
- Hans Benedikter: 1967–1971
- Josef Steger: 1971–1990
- Alois Brugger: 1990–2010
- Robert Alexander Steger: seit 2010

## Bevölkerung
Prettau ist gemäß den erhobenen Sprachgruppenzugehörigkeitserklärungen bzw. Sprachgruppenzuordnungserklärungen eine weitgehend deutschsprachige Gemeinde. Als Berechnungsgrundlage der folgenden Prozentwerte wurden die gültigen Erklärungen von Personen mit italienischer Staatsbürgerschaft herangezogen.
| Sprache     | 1981    | 1991    | 2001    | 2011    | 2024    |
| ----------- | ------- | ------- | ------- | ------- | ------- |
| Deutsch     | 98,84 % | 98,75 % | 98,70 % | 97,33 % | 98,59 % |
| Italienisch | 1,16 %  | 1,25 %  | 1,30 %  | 2,67 %  | 1,41 %  |
| Ladinisch   | 0,00 %  | 0,00 %  | 0,00 %  | 0,00 %  | 0,00 %  |

## Wirtschaft

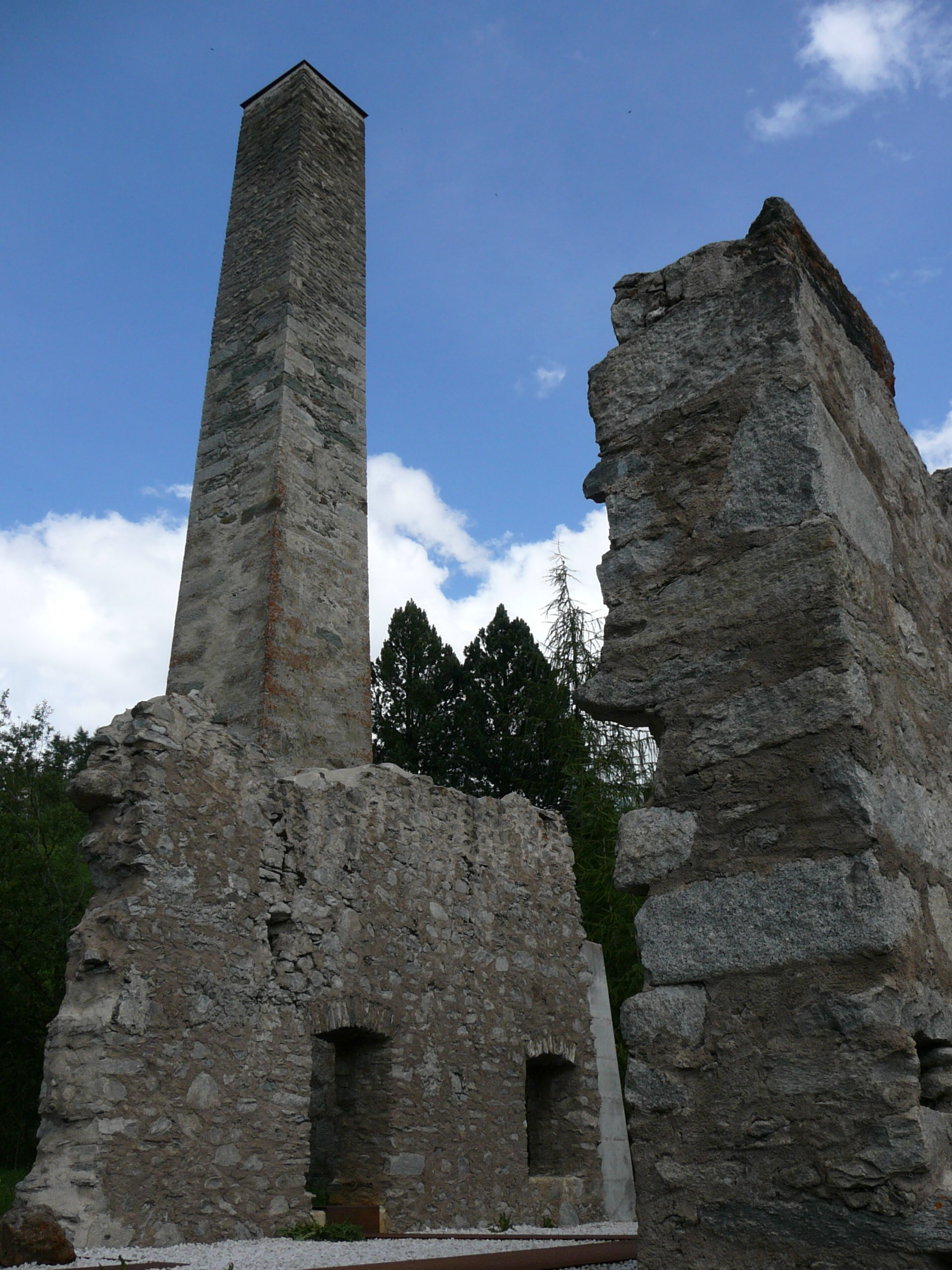
Ruine des ehemaligen Schmelzofens außerhalb des heutigen Besucherbergwerks

Wichtige Wirtschaftszweige sind die Land- und Forstwirtschaft und der Fremdenverkehr.
Bekannt ist Prettau darüber hinaus für das Klöppeln und die Maskenschnitzerei. Nachdem das Bergwerk 1893 geschlossen worden war, kehrte Armut in das Dorf ein und die Bevölkerung musste sich um eine neue Erwerbsmöglichkeit umsehen. Der damalige Pfarrer Franz Kleinlechner schickte drei junge Prettauer Mädchen nach Wien, um das Klöppelhandwerk zu erlernen. Nachdem diese zurückgekehrt waren, richtete Rosa Kofler-Mittermair eine Klöppelschule ein, welche heute noch besteht.
Mit der Zeit kam durch den aufkeimenden Tourismus wieder ein gewisser Wohlstand zurück ins Dorf. Heute ist Prettau mit seiner Fraktion Kasern dank seiner begünstigten Lage am Talschluss ein beliebter Ausgangspunkt für Skitouren und mit seiner „Sonnenloipe“ ein geschätztes Langlaufgebiet.

## Bildung
In Prettau befindet sich eine Grundschule, die dem deutschsprachigen Schulsprengel der Nachbargemeinde Ahrntal angeschlossen ist.

## Sehenswürdigkeiten
Die Pfarrkirche von Prettau ist dem Hl. Valentin von Terni geweiht. Der spätgotische Kirchenbau mit dreiseitigem Chorabschluss, spitzbogigen Maßwerkfenstern und Schlingrippengewölbe wurde 1489 errichtet und später nach Westen verlängert.

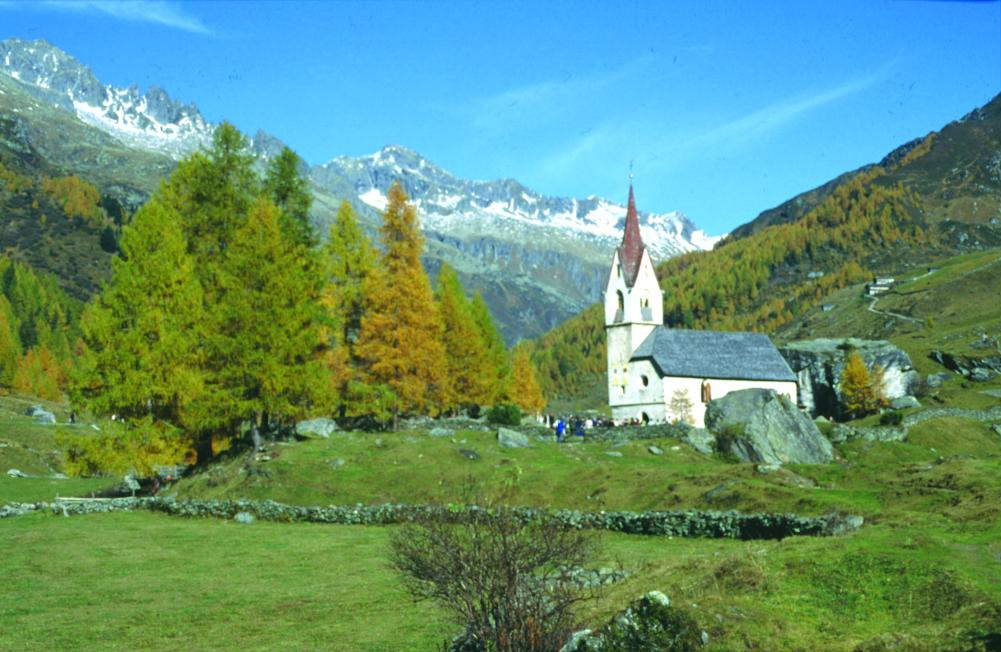
Der Talschluss des Ahrntales mit der Heilig-Geist-Kapelle

Das Knappenkirchlein Hl. Geist, im Talschluss von Kasern gelegen, wurde am 22. Juni 1455 von Kardinal Nikolaus Cusanus, dem damaligen Bischof von Brixen, geweiht; dabei legte er das Kirchweihfest am Sonntag vor St. Laurentius (10. August) fest. Das Gotteshaus wurde auch von Kardinal Josef Ratzinger besucht.
 Möglicherweise schon in der Bronzezeit, wie ein in Prettau aufgefundenes und am British Museum verwahrtes prähistorisches Kupferbeil nahezulegen scheint, sicher aber seit dem späten Mittelalter wurde in Prettau Kupferabbau betrieben. Teile des 1960 aufgegebenen Bergwerks dienen heute als Schaubergwerk des Südtiroler Bergbaumuseums. Außerdem wurde ein Heilklimastollen für Atemtherapien (Speläotherapie) gegen Asthma und andere Atemwegserkrankungen eingerichtet. Sein spezielles Mikroklima kann Personen mit Atemwegsproblemen Linderung verschaffen.
Das einstige Knappenhaus im Ortsteil Kasern wurde 2019 dank eines neuartigen Metallhydridspeichers zum energieautarken Wohnhaus umgestaltet, dessen gesamter Energiehaushalt CO2-neutral ausgelegt ist.

## Wappen

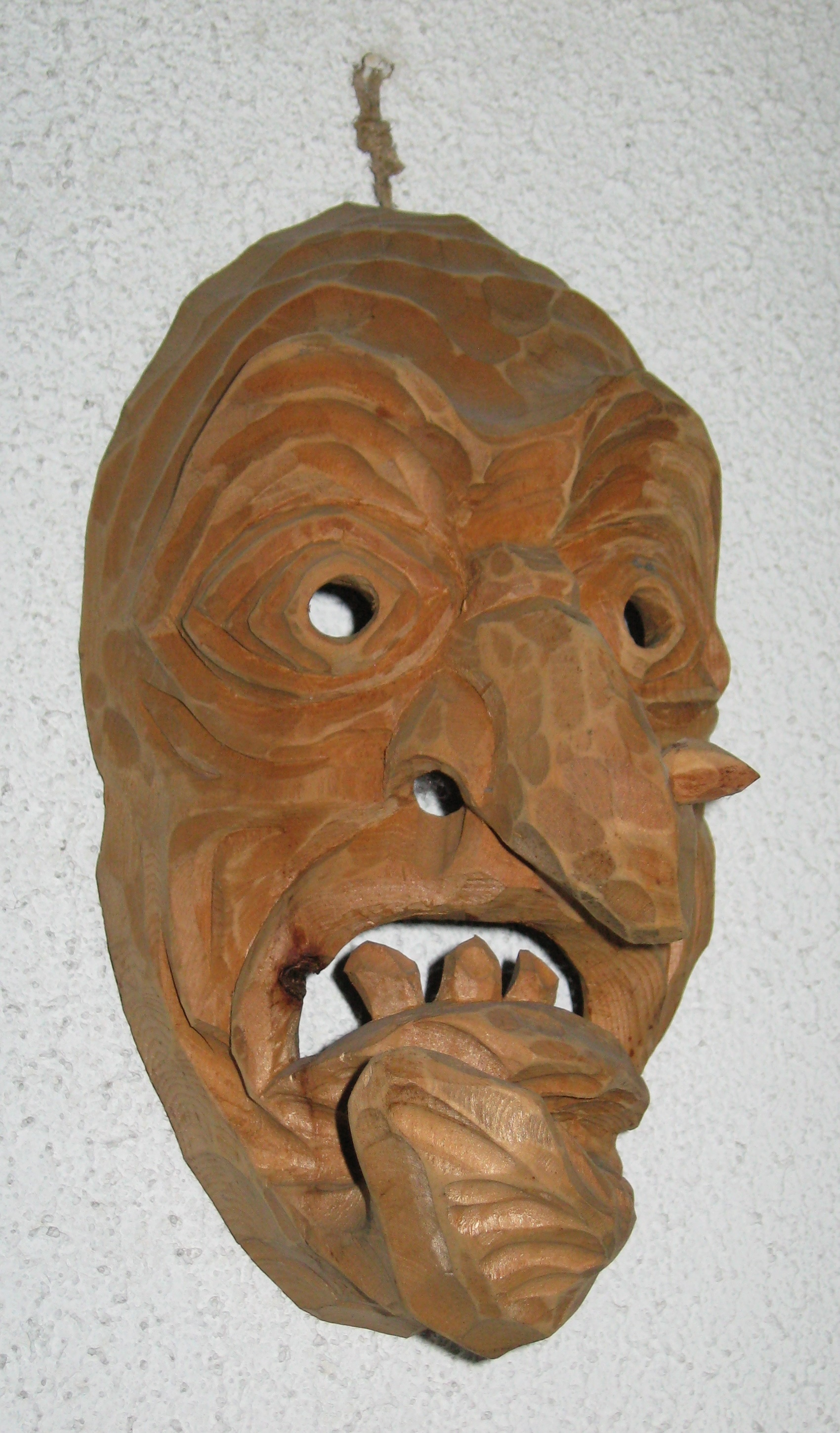
Typische geschnitzte Prettauer Holzmaske

Das Wappen wurde 1967 verliehen. Die Bergmannshämmer stehen in Bezug zum uralten Kupferbergbau.

## Einwohnerentwicklung
- 1970: 540 Einwohner
- 1990: 600 Einwohner
- 2000: 620 Einwohner
- 2009: 596 Einwohner
- 2017: 551 Einwohner

## Persönlichkeiten
- Hans Benedikter (* 1940), Politiker, Bürgermeister 1967–1971
- Bruno Nöckler (1956–1982), Skirennläufer